# Course en ligne de l'Open de Suède Vårgårda 2007
La 2e édition de la course en ligne de l'Open de Suède Vårgårda a lieu le 5 août 2007. Il s'agit de la huitième manche de la Coupe du monde de cyclisme sur route féminine.

## Récit de la course
Nikki Egyed attaque en début de courses. Elle est suivie par deux autres coureuses. Ensemble, elles restent en tête les soixante premiers kilomètres. À cinquante kilomètres de l'arrivée, Chantal Beltman et Karin Thürig sortent du peloton dans la montée. Leur avance monte rapidement à deux minutes. Dans les derniers kilomètres, un groupe de sept poursuivantes s'échappe. Il contient notamment Noemi Cantele, Fabiana Luperini et Marianne Vos. La victoire se joue cependant entre Chantal Beltman et Karin Thürig. Vers la fin de l'épreuve, la première attaque et coupe la ligne avec trente deux secondes d'avance sur son ancienne compagne d'échappée. Derrière, Noemi Cantele est troisième.

## Classements

### Classement final
| \| Classement général \| Classement général \| Classement général \| Classement général \| Classement général \| \| Coureuse \| Coureuse \| Pays \| Équipe \| Temps \| \| ------------------ \| ------------------- \| ------------------ \| ------------------------------ \| ------------------ \| \| 1re \| Chantal Beltman \| Pays-Bas \| T-Mobile \| 3 h 22 min 52 s \| \| 2e \| Karin Thürig \| Suisse \| Raleigh Lifeforce Creation HB \| + 32 s \| \| 3e \| Noemi Cantele \| Italie \| Bigla \| + 2 min 57 s \| \| 4e \| Andrea Bosman \| Pays-Bas \| DSB Bank \| + 2 min 57 s \| \| 5e \| Irene van den Broek \| Pays-Bas \| AA Drink-Cycling Team \| + 2 min 57 s \| \| 6e \| Sarah Düster \| Allemagne \| Raleigh Lifeforce Creation HB \| + 2 min 57 s \| \| 7e \| Eva Lutz \| Allemagne \| Equipe Nürnberger Versicherung \| + 2 min 57 s \| \| 8e \| Fabiana Luperini \| Italie \| Menikini-Selle Italia-Gysko \| + 2 min 57 s \| \| 9e \| Tatiana Guderzo \| Italie \| AA Drink-Cycling Team \| + 2 min 57 s \| \| 10e \| Marianne Vos \| Pays-Bas \| DSB Bank \| + 2 min 57 s \| |                     |           |                                |                 |
| |                     |           |                                |                 |
| Source : Cycling Quotient |                     |           |                                |                 |
| Classement général |                     |           |                                |                 |
| Coureuse | Coureuse            | Pays      | Équipe                         | Temps           |
| 1re | Chantal Beltman     | Pays-Bas  | T-Mobile                       | 3 h 22 min 52 s |
| 2e | Karin Thürig        | Suisse    | Raleigh Lifeforce Creation HB  | + 32 s          |
| 3e | Noemi Cantele       | Italie    | Bigla                          | + 2 min 57 s    |
| 4e | Andrea Bosman       | Pays-Bas  | DSB Bank                       | + 2 min 57 s    |
| 5e | Irene van den Broek | Pays-Bas  | AA Drink-Cycling Team          | + 2 min 57 s    |
| 6e | Sarah Düster        | Allemagne | Raleigh Lifeforce Creation HB  | + 2 min 57 s    |
| 7e | Eva Lutz            | Allemagne | Equipe Nürnberger Versicherung | + 2 min 57 s    |
| 8e | Fabiana Luperini    | Italie    | Menikini-Selle Italia-Gysko    | + 2 min 57 s    |
| 9e | Tatiana Guderzo     | Italie    | AA Drink-Cycling Team          | + 2 min 57 s    |
| 10e | Marianne Vos        | Pays-Bas  | DSB Bank                       | + 2 min 57 s    |